# Anousheh Ansari
Anousheh Ansari, lyssna (fil)(persiska: انوشه انصاری [ænuːˈʃɛ ænsɑːˈɾiː]), född Raissyan 12 september 1966 i Mashhad i Iran, är en iransk-amerikansk ingenjör och medgrundare och ordförande för Prodea Systems. Den 18 september 2006 blev hon den första kvinnliga rymdturisten, den första kvinnliga muslimska, samt den första iranska kosmonauten då hon reste till ISS med den ryska rymdraketen Sojuz TMA-9. Ansari var den fjärde övergripande självfinansierade rymdturisten och den första självfinansierade kvinnan som flugit till Internationella rymdstationen. Hennes memoarer, My Dream of Stars, skriven tillsammans med Homer Hickam, publicerades av Palgrave Macmillan 2010.
Ansari är VD för X Prize Foundation.

## Barndom och ungdom
Född Anousheh Raissyan i Mashhad i Iran, flyttade hon och hennes föräldrar till Teheran snart efter hennes födelse. Hon bevittnade den iranska revolutionen 1979. Hon immigrerade till USA 1984 som tonåring. Förutom sitt inhemska persiska språk talar hon flytande engelska och franska och hon skaffade sig kunskaper i ryska för sin rymdflygning.
Hon tog sin kandidatexamen i elektroteknik och datavetenskap vid George Mason University i Fairfax, Virginia, och sin magisterexamen vid George Washington University i Washington D.C.

## Karriär
Efter examen började Raissyan arbeta på MCI Communications, där hon träffade sin blivande make, Hamid Ansari. De gifte sig 1991.
1993 övertalade hon sin man och sin svåger Amir Ansari att grunda Telecom Technologies Inc. med hjälp av deras sparkonton och företagspensionskonton, när den amerikanska telekommunikationsindustrin avreglerades. Företaget var leverantör av softswitch-teknik som gjorde det möjligt för telekomtjänstleverantörer att förbättra systemprestanda, sänka driftskostnaderna och ge nya intäktsmöjligheter. Företaget, som har sitt huvudkontor i Richardson, Texas, erbjöd produkter som möjliggjorde integrationen mellan befintliga telenät och nästa generations applikationscentrerade nätverk via mjukvarubyteknik. Telecom Technologies förvärvades av Sonus Networks, Inc. 2001 i en aktietransaktion för 10,8 miljoner Sonusaktier. Anousheh Ansari blev vice president för Sonus och general manager för Sonus nya INtelligentIP-division.
2006 grundade hon Prodea Systems och är nuvarande ordförande och VD.

## Rymden
Ansari har uttryckt att hon inte anser sig vara en "rymdturist" och föredrar titeln "rymdflygdeltagare".
Ansari är medlem i X PRIZE Foundation's Vision Circle, liksom i dess styrelse. Tillsammans med sin svåger, Amir Ansari, bidrog hon med ett miljoner miljoner dollar till X PRIZE-stiftelsen den 5 maj 2004, 43-årsdagen av Alan Shepards rymdflygning under omlopp. X-PRISET döptes officiellt till Ansari X-PRISET för att hedra deras donation. Som kan ses av hennes engagemang för X-PRISET och genom presentationer vid Space Enthusiast-konferenser är Ansari en talesman för "privatisering av rymden", en process som gör det möjligt för kommersiellt livskraftiga företag att självständigt skicka utrustning och/eller människor till rymden för forskning och andra syften.

## Rymdfärd
Ansari utbildades som reserv för Daisuke Enomoto för en Soyuz-flygning till internationella rymdstationen, genom Space Adventures, Ltd. Den 21 augusti 2006 diskvalificerades Enomoto medicinskt från att flyga Soyuz TMA-9-uppdraget, som skulle lanseras nästa månad. Nästa dag blev Ansari del av den primära besättningen.
På frågan vad hon hoppades kunna uppnå på sin rymdflygning sa Ansari: "Jag hoppas kunna inspirera alla - särskilt unga människor, kvinnor och unga flickor över hela världen och i länder i Mellanöstern som inte ger kvinnor samma möjligheter som män - att inte ge upp sina drömmar och att förfölja dem ... Det kan tyckas vara omöjligt för dem ibland. Men jag tror att de kan förverkliga sina drömmar om de behåller dem i sina hjärtan, vårda dem och leta efter möjligheter och och kunna förverkliga dem." Dagen före hennes avresa intervjuades hon på Irans nationella TV för astronomispelet Night's Sky. Värdarna önskade henne framgång och tackade henne på iraniernas vägnar. Ansari tackade dem i sin tur.
Ansari flög på Soyuz TMA-9-uppdraget med befälhavaren Michail Tiurin (RSA) och flygingenjör Michael Lopez-Alegria (Nasa) kl 04:59 (UTC) måndagen den 18 september 2006 från Baikonur, Kazakstan. Ansari blev den fjärde (och första kvinnliga) rymdturisten. Hennes kontrakt tillät inte avslöjande av det betalade beloppet, men tidigare rymdturister har betalat mer än 20 miljoner USD. Rymdfarkosten anslöt till Internationella rymdstationen (ISS) onsdagen den 20 september 2006, kl 05:21 (UTC). Ansari landade säkert ombord på Soyuz TMA-8 den 29 september 2006, klockan 01:13 UTC på stäppen i Kazakstan (90 kilometer norr om Arkalyk) med den amerikanska astronauten Jeffrey Williams och den ryska kosmonauten Pavel Vinogradov. Hon fick röda rosor från en oidentifierad tjänsteman och en överraskningskyss från sin man, Hamid. Besättningens räddare flyttade dem till Kustanai med helikopter för en välkomstceremoni.
Under sin nio-dagars  vistelse ombord på den internationella rymdstationen gick Ansari med på att utföra en serie experiment på uppdrag av Europeiska rymdorganisationen. Hon genomförde några experiment, som: undersökning av mekanismerna bakom anemi. Hur förändringar i muskler påverkar smärta i nedre ryggen. Konsekvenser av strålning i rymden på ISS-besättningsmedlemmar och olika arter av mikrober som har skapat sig ett hem på rymdstationen.